# Bésame Mucho (revista)
Bésame Mucho fue una revista de historietas publicada en España por Producciones Editoriales desde abril de 1979 hasta 1982, cuyo director fue Juan José Fernández y su coordinador durante los números 13 a 18, Ramón de España. Formó parte del llamado boom del cómic adulto en España, y costaba 100 pesetas de entonces. 

## Trayectoria
Sucesora de la mítica Star (de la misma editorial y con el mismo director) fue eclipsada por El Víbora, aparecida 4 meses antes.
En 1982, Ramón de España abandonó la revista y fue sustituido por Ignacio Molina.
Para la teórica Francisca Lladó, la revista carecía de imagen propia por lo que no pudo subsistir económicamente "en un momento en que el cómic se estructuraba por escuelas identificadas con las revistas Cairo, El Víbora y Madriz, y con las escuelas de Barcelona, de Valencia y de Madrid".

## Contenido
Como "El Víbora", "Bésame Mucho" optaba por un cómic costumbrista ácido, pero más propio del cómic europeo a lo "Fluide Glacial" que del cómic underground norteamericano.
| Fecha     | Números | Título                      | Autoría                             | Tipo                      |
| --------- | ------- | --------------------------- | ----------------------------------- | ------------------------- |
| 1979-     | 1-5     | La carrera del ratón        | Gérard Lauzier                      |                           |
| 1979      | 1       |                             | Jean-Claude Mézières                |                           |
| 1979      | 1       |                             | Marcel Gotlib                       |                           |
| 1979      | 1-6     | Tram Tram Rock              | Antonio Tettamanti/Lorenzo Mattotti |                           |
| 1979      | 1       |                             | Loro                                |                           |
| 1979      | 1       |                             | Armand                              |                           |
| 1979      | 1       |                             | René Petillon                       |                           |
|           | 1       |                             | Alfredo Pons                        |                           |
|           | 1       | Las aventuras de Marcelo    | Montesol                            |                           |
|           | 1       |                             | Pere Fortuny                        |                           |
|           | 2       |                             | Anne-Marie Simond                   |                           |
|           | 2       | Makoki                      | Miguel Gallardo y Juan Mediavilla   |                           |
|           | 2       |                             | Martí Riera/Scaramuix               |                           |
|           | 2       | Los huevos del comprador    | Sento Llobell                       | Historieta corta          |
|           | 2       | Slober                      | Ceesepe                             |                           |
| 1980-1981 | 3-21    | Barrachina                  | Sento Llobell                       | Serie en formato apaisado |
|           | 5       |                             | Micharmut                           |                           |
|           | 5       | M                           | Manel Gimeno                        |                           |
| 1981      |         | Una del Oeste               | Scaramuix                           |                           |
| 1982      |         | Aventuras de Peter Plumcake | Carles Rubio/Scaramuix              | Pasó a Cairo en 1984      |